# Karsko (Nowogródek Pomorski)
Karsko  (deutsch Karzig) ist ein Dorf in der Landgemeinde Nowogródek Pomorski (Neuenburg) im Powiat Myśliborski (Soldiner Kreis) der polnischen Woiwodschaft Westpommern.

## Geographische Lage
Das Kirchdorf liegt in der Neumark, in unmittelbarer südöstlicher Nachbarschaft des Großen Karziger Sees, etwa 14 Kilometer östlich von Soldin (Myślibórz), 75 Kilometer nordöstlich von Frankfurt an der Oder und 120 Kilometer nordöstlich von Berlin.

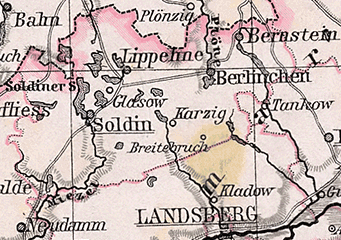
Karzig, östlich von Soldin und südwestlich von Berlinchen auf einer Landkarte von 1905

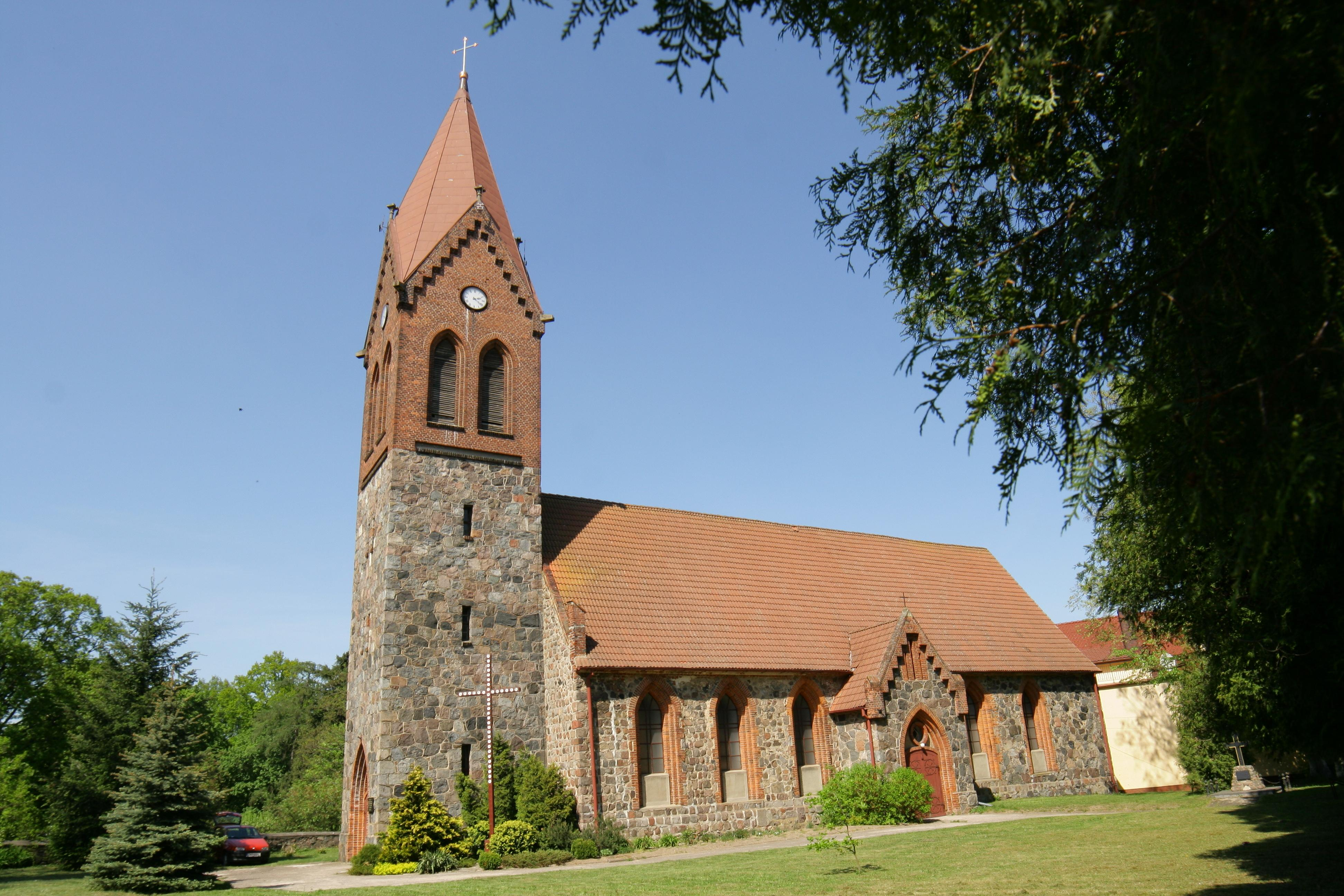
Dorfkirche Karzig, bis 1945 evangelisch (Aufnahme 2011)

## Geschichte
Aus dem 13. Jahrhundert ist die Ortsbezeichnung Carzk (1298) überliefert, aus dem 14. Jahrhundert sind es Karzick, Cartzick, Garczik sowie villa Cartzick (1337).
Am Anfang des 19. Jahrhunderts hatte Cartzig – ein Dorf mit Amtssitz-Vorwerk, das zum königlichen Domänenamt gleichen Namens gehörte
– zehn Bauern, zwölf Kossäten, vier Freileute, 47 Einlieger, zwei Fischer, einen Stellmacher, einen Tischler, einen Maurer, eine Schmiede und ein 1624 erbautes Jagdschloss, das der königliche Revierförster bewohnte. Das Vorwerk, auf dem der Domänen-Verwaltungsbeamte seinen Sitz hatte, umfasste ein Areal von 1892 Morgen. Markgraf Hans von Küstrin bildete aus den Gütern des Peter-und-Paul-Stifts zu Soldin ein eigenes Amt, dem er seinen Sitz in Karzig anwies. 1608 war das spätere Domänenamt Karzig unter dem Namen Ampt Cartzigk bekannt. Das Amt bestand um 1830 aus zehn Dörfern und drei Vorwerken. Karzig zählte neben Neuenburg, Brügge, Mietzelfelde, Staffelde, Schöneberg, Richnow und Klausdorf zu den Alten Dörfern des Amtsbezirks. Um die Mitte des 19. Jahrhunderts hatte es zehn Bauernhöfe, zwölf Kossäten-Schollen, eine Windmühle, eine Schmiede und zehn Büdnerstellen, von denen eine Breitebruch und eine andere Wollhaus hieß. Zur Gemarkung des Dorfs gehörten unter anderem auch die beiden größeren Anlagen Schöneiche und der Heller, letztere 48 Morgen und 140 Quadratruten groß und seinerzeit im Besitz einer Frau Rochow befindlich.
Das ehemalige Schloss im Ort hatte Reichsgraf Adam von Schwarzenberg, ein Günstling des Kurfürsten Georg Wilhelm, erbauen lassen. Nachdem das ansehnliche, massive Gebäude baufällig geworden war, wurde es unter der Regierung König Friedrichs I. restauriert. Danach diente es dem preußischen Hofe zuweilen als Aufenthaltsort. Während des Siebenjährigen Kriegs war es von zaristischen Truppen, die sich hier einquartiert hatten, arg in Mitleidenschaft gezogen worden. 1801 war es weitgehend verfallen und um die Mitte des 19. Jahrhunderts ganz verschwunden.
Im Jahr 1945 gehörte Karzig zum Landkreis Soldin im Regierungsbezirk Frankfurt der preußischen Provinz Brandenburg des Deutschen Reichs.
Gegen Ende des Zweiten Weltkriegs wurde die Region mit Karzig im Frühjahr 1945 von der Roten Aremee erobert und besetzt. Im Sommer 1945 wurde Karzig mit dem Kreis Soldin von der sowjetischen Besatzungsmacht gemäß dem Potsdamer Abkommen unter die Verwaltung der Volksrepublik Polen gestellt. Danach begann im Kreisgebiet die Zuwanderung von Migranten, die anfänglich vorwiegend aus den von der Sowjetunion beanspruchten  Gebieten östlich der Curzon-Linie kamen, der sogenannten Kresy. Die polnische Ortsbezeichnung Nowogródek Pomorski wurde eingeführt. Anschließend begann die örtliche polnische Verwaltungsbehörde mit der "wilden" Vertreibung der einheimischen Bevölkerung Karzigs, um sie durch Polen zu ersetzen.

### Demographie
| Jahr | Einwohner | Anmerkungen |
| ---- | --------- | --- |
| 1804 | 0463      | in 59 Haushaltungen (Feuerstellen) |
| 1818 | 0554      | davon 545 im königlichen Dorf und Vorwerk sowie neun Einwohner bei der königlichen Windmühle                                                    |
| 1840 | 0842      | in 105 Wohngebäuden |
| 1852 | 1125      | [ 8 ] [ 9 ] |
| 1857 | 1094      | darunter vier Katholiken und fünf Juden, in 98 Häusern                                                                                          |
| 1867 | 1842      | am 3. Dezember, davon 1640 im Dorf und 202 Einwohner auf dem Vorwerk                                                                            |
| 1871 | 1820      | am 1. Dezember, davon 1649 im Dorf (1640 Evangelische, zwei Katholiken, sieben Juden) und 171 Einwohner (sämtlich Evangelische) auf dem Vorwerk |
| 1910 | 0990      | am 1. Dezember |
| 1933 | 1235      | [ 13 ] |
| 1939 | 1155      | [ 13 ] |

| Jahr | Einwohner | Anmerkungen |
| ---- | --------- | ----------- |
| 2020 | ≈ 1200    |             |

## Kirche
Die bis 1945 evangelische Kirche von Karzig war eine Filiale von Neuenburg.